# Giovanni Battista de Gubernatis
Pour les articles homonymes, voir De Gubernatis.
Giovanni Battista de Gubernatis, né le 15 juillet 1774 à Turin et mort le 23 mars 1837 dans la même ville, est un bureaucrate italien actif pour la monarchie piémontaise, mais mieux connu comme graveur et peintre aquarelliste de villes et de paysages.

## Biographie
Giovanni Battista de Gubernatis naît le 15 juillet 1774 à Turin. Il semble avoir commencé une carrière de bureaucrate piémontais et il adopte la peinture et la gravure comme passe-temps. Il n'est pas formé dans les académies d'art officielles, mais ses premiers travaux montrent l'influence des piémontais Pietro Giacomo Palmieri (1737-1804) et Giuseppe Pietro Bagetti, ainsi que des aquarellistes et aquafortistes d'Angleterre. En 1805, il se rend à Paris. Au cours des années 1806-1812, il est envoyé par l'administration napoléonienne pour documenter le vedute du duché occupé de Parme. De 1812 à 1815, il se rend en Provence en France. De retour au Piémont, il s'attache à la monarchie savoyarde en tant que secrétaire, et la poursuite de ses voyages lui permet de peindre des vues en Ligurie, à Nice et à Castiglione.
Il meurt dans sa maison de Turin le 23 mars 1837. À sa mort, il lègue à la ville de Turin plusieurs de ses peintures et dessins.